# パートナー (競走馬)
パートナー、またはクロフツパートナー ((Croft's) Partner) は、イギリスの競走馬・種牡馬。
この馬に関する事柄はそう多くは伝えられていないが、卓越したパワーを持った、すばらしく美しい馬だったという。リンカンシャー州で生まれ、競走馬としては初代ハリファックス伯爵ジョージ・モンタギューのもとで1723-26年まで走り6勝全勝。1728年に種牡馬としてジョン・クロフトに購入されたあとにスマイリングボール (Smiling Ball) という馬を相手に負けているが、これが生涯唯一の敗戦である。種牡馬としてはターター (Tartar)、トラヴェラー (Traveller) などを出した。マッチェム (Matchem) 、スペクテイター (Spectator) の母の父としても知られる。

## おもな産駒
- ターター (Tartar) - ヘロド (Herod) の父
- トラヴェラー（オールドトラヴェラー） (Traveller [Old])
- トラヴェラー (Traveller)
- セドバリー (Sedbury)
- スペクトル (Spectre)
- カトー (Cato)

## 血統表
| パートナーの血統                  | パートナーの血統                                 | パートナーの血統                | （血統表の出典）                | （血統表の出典）          |
| 父系                              | バイアリーターク系                               | バイアリーターク系              | バイアリーターク系              | [ § 2 ]                   |
| 父 Jigg 1700年以前 鹿毛 イギリス  | 父の父Byerley Turk 1680年以前 鹿毛 トルコ        | 不明                            | 不明                            | 不明                      |
| 父 Jigg 1700年以前 鹿毛 イギリス  | 父の父Byerley Turk 1680年以前 鹿毛 トルコ        | 不明                            | 不明                            |                           |
| 父 Jigg 1700年以前 鹿毛 イギリス  | 父の父Byerley Turk 1680年以前 鹿毛 トルコ        | 不明                            | 不明                            | 不明                      |
| 父 Jigg 1700年以前 鹿毛 イギリス  | 父の父Byerley Turk 1680年以前 鹿毛 トルコ        | 不明                            | 不明                            |                           |
| 父 Jigg 1700年以前 鹿毛 イギリス  | 父の母Spanker Mare 1675 鹿毛 イギリス            | Spanker                         | D'Arcy's Yellow Turk            | D'Arcy's Yellow Turk      |
| 父 Jigg 1700年以前 鹿毛 イギリス  | 父の母Spanker Mare 1675 鹿毛 イギリス            | Spanker                         | Old Morocco Mare                |                           |
| 父 Jigg 1700年以前 鹿毛 イギリス  | 父の母Spanker Mare 1675 鹿毛 イギリス            | Old Morocco Mare                | Fairfax Morocco Barb            | Fairfax Morocco Barb      |
| 父 Jigg 1700年以前 鹿毛 イギリス  | 父の母Spanker Mare 1675 鹿毛 イギリス            | Old Morocco Mare                | Old Bald Peg                    |                           |
| 母 Sister One to Mixbury イギリス | 母の父Curwen's Bay Barb 1686年以前 鹿毛 イギリス | 不明                            | 不明                            | 不明                      |
| 母 Sister One to Mixbury イギリス | 母の父Curwen's Bay Barb 1686年以前 鹿毛 イギリス | 不明                            | 不明                            |                           |
| 母 Sister One to Mixbury イギリス | 母の父Curwen's Bay Barb 1686年以前 鹿毛 イギリス | 不明                            | 不明                            | 不明                      |
| 母 Sister One to Mixbury イギリス | 母の父Curwen's Bay Barb 1686年以前 鹿毛 イギリス | 不明                            | 不明                            |                           |
| 母 Sister One to Mixbury イギリス | 母の母Curwen Spot Mare 芦毛 イギリス             | Curwens Old Spot                | Selaby Turk                     | Selaby Turk               |
| 母 Sister One to Mixbury イギリス | 母の母Curwen Spot Mare 芦毛 イギリス             | Curwens Old Spot                | 不明                            |                           |
| 母 Sister One to Mixbury イギリス | 母の母Curwen Spot Mare 芦毛 イギリス             | Lowther Barb Mare               | White Legged Lowther Barb       | White Legged Lowther Barb |
| 母 Sister One to Mixbury イギリス | 母の母Curwen Spot Mare 芦毛 イギリス             | Lowther Barb Mare               | Vintner Mare                    |                           |
| 母系(F-No.)                       | 9号族(FN:9-a)                                    | 9号族(FN:9-a)                   | 9号族(FN:9-a)                   | [ § 3 ]                   |
| 5代内の近親交配                   | Old Morocco Mare S3×S4 = 18.75%                  | Old Morocco Mare S3×S4 = 18.75% | Old Morocco Mare S3×S4 = 18.75% | [ § 4 ]                   |
| 出典                              | 1. 2. 3. 4.                                      | 1. 2. 3. 4.                     | 1. 2. 3. 4.                     | 1. 2. 3. 4.               |